# Lynnwood
Lynnwood és una població dels Estats Units a l'estat de Washington. Segons el cens del 2000 tenia 33.847 habitants.

## Demografia
Segons el cens del 2000, Lynnwood tenia 33.847 habitants, 13.328 habitatges, i 8.330 famílies. La densitat de població era de 1.710,5 habitants per km².
Dels 13.328 habitatges en un 32,1% hi vivien nens de menys de 18 anys, en un 46,3% hi vivien parelles casades, en un 11,5% dones solteres, i en un 37,5% no eren unitats familiars. En el 29,3% dels habitatges hi vivien persones soles el 9,4% de les quals corresponia a persones de 65 anys o més que vivien soles. El nombre mitjà de persones vivint en cada habitatge era de 2,5 i el nombre mitjà de persones que vivien en cada família era de 3,13.
Per edats la població es repartia de la següent manera: un 24,4% tenia menys de 18 anys, un 10,4% entre 18 i 24, un 32,1% entre 25 i 44, un 21,3% de 45 a 60 i un 11,8% 65 anys o més.
L'edat mediana era de 35 anys. Per cada 100 dones de 18 o més anys hi havia 92 homes.
La renda mediana per habitatge era de 42.814 $ i la renda mediana per família de 51.825 $. Els homes tenien una renda mediana de 37.395 $ mentre que les dones 30.070 $. La renda per capita de la població era de 19.971 $. Aproximadament el 6,2% de les famílies i el 9,5% de la població estaven per davall del llindar de pobresa.

## Poblacions més properes
El següent diagrama mostra les poblacions més properes.